# Hiddensee
Hiddensee község és sziget Németországban, Mecklenburg-Elő-Pomeránia tartományban. Lakosainak száma 993 fő (2023. december 31.).

## Népesség
A település népességének változása:
| Lakosok száma | 1002 | 1000 | 1000 | 1000 | 994  | 1010 | 993  |
|               | 2015 | 2017 | 2018 | 2019 | 2021 | 2022 | 2023 |